# Mistrovství Evropy ve fotbale hráčů do 19 let 2008
Mistrovství Evropy ve fotbale hráčů do 19 let 2008 bylo již 55. evropským mistrovstvím hráčů do 19 let. Konalo se v České republice od 14. do 26. července. Turnaj hrálo osm týmů, které byly losováním 1. června 2008 zařazeny do dvou skupin po čtyřech. Sedm týmů (Anglie, Bulharsko, Maďarsko, Španělsko, Německo, Řecko a Itálie) prošlo do turnaje kvalifikací, česká reprezentace se zúčastnila jako mužstvo hostující země. První tři týmy z obou skupin se kvalifikovaly na Mistrovství světa ve fotbale hráčů do 20 let 2009. Mistrovství se mohli účastnit hráči, kteří se narodili později, než 1. ledna 1989.

## Stadiony
| Název                      | Foto | Kapacita | Skupina | Město              |
| Stadion FK Viktoria Žižkov |      | 5000     | A       | Praha              |
| Městský stadion Na Litavce |      | 9100     | A       | Příbram            |
| Stadion města Plzně        |      | 5000     | A       | Plzeň              |
| Stadion u Nisy             |      | 9900     | B       | Liberec            |
| Chance Arena               |      | 6222     | B       | Jablonec nad Nisou |
| Městský stadion            |      | 5000     | B       | Mladá Boleslav     |

## Skupinová fáze
Dvě skupiny turnaje byly rozlosovány 1. června 2008 v Praze, za účasti viceprezidenta Výboru pro mládežnický a amatérský fotbal UEFA Jima Boyce a českých reprezentantů Petra Čecha a Martina Fenina.
| Vysvětlivky                                                 |
| ----------------------------------------------------------- |
| Týmy postupující do semifinále a na MS hráčů do 20 let 2009 |
| Týmy postupující na MS hráčů do 20 let 2009                 |

### Skupina A
| Tým       | Z | V | R | P | VG | IG | +/- | B |
| --------- | - | - | - | - | -- | -- | --- | - |
| Německo   | 3 | 3 | 0 | 0 | 7  | 2  | 5   | 9 |
| Maďarsko  | 3 | 2 | 0 | 1 | 3  | 2  | 1   | 6 |
| Španělsko | 3 | 1 | 0 | 2 | 4  | 3  | 1   | 3 |
| Bulharsko | 3 | 0 | 0 | 3 | 0  | 8  | -8  | 0 |

| 14.7.2008 17:30 CET                |       |                                   |                                          |
| Bulharsko                          | 0 - 1 | Maďarsko                          | Žižkov, Praha rozhodčí: Albert Toussaint |
| Cvetanov 2' Dimov 58' Gadžalov 77' |       | Németh 10' Korcsmár 45+1' Gál 67' | Žižkov, Praha rozhodčí: Albert Toussaint |

| 14.7.2008 19:30 CET                         |       |                                |                                                     |
| Německo                                     | 2 - 1 | Španělsko                      | Stadion města Plzně, Plzeň rozhodčí: William Collum |
| Sukuta-Pasu 7' Sukuta-Pasu 45+3' Toprak 56' |       | Aarón 48' Camacho 60' Alba 66' | Stadion města Plzně, Plzeň rozhodčí: William Collum |

| 17.7.2008 18:00 CET       |       |                                             |                                                  |
| Španělsko                 | 0 - 1 | Maďarsko                                    | Na Litavce, Příbram rozhodčí: Aleksandar Stavrev |
| Castellano 29' Parejo 51' |       | Németh 47' Nagy 71' Korcsmár 74' Simomn 89' | Na Litavce, Příbram rozhodčí: Aleksandar Stavrev |

| 17.7.2008 20:30 CET                              |       |                                            |                                                        |
| Německo                                          | 3 - 0 | Bulharsko                                  | Stadion města Plzně, Plzeň rozhodčí: Svein Oddvar Moen |
| Diekmeier 16' Nsereko 41' Nsereko 43' Bender 56' |       | Zlatkov 41' Aleksandrov 71' Gadžalov 90+1' | Stadion města Plzně, Plzeň rozhodčí: Svein Oddvar Moen |

| 20.7.2008 20:00 CET                          |       |                                                   |                                               |
| Maďarsko                                     | 1 - 2 | Německo                                           | Na Litavce, Příbram rozhodčí: Dejan Filipović |
| Simon 21' Iszlai 23' Simon 74' Debreceni 82' |       | Reinartz 26' Reinartz 35' Jungwirth 68' Risse 76' | Na Litavce, Příbram rozhodčí: Dejan Filipović |

| 20.7.2008 20:00 CET                                                    |       |                     |                                       |
| Španělsko                                                              | 4 - 0 | Bulharsko           | Žižkov, Praha rozhodčí: Olivier Thual |
| Ñíguez 13' Nsue 16' Parejo 45+2' Nsue 52' Soto 60' Mérida 63' Soto 74' |       | Panov 33' Dimov 41' | Žižkov, Praha rozhodčí: Olivier Thual |

### Skupina B
| Tým    | Z | V | R | P | VG | IG | +/- | B |
| ------ | - | - | - | - | -- | -- | --- | - |
| Itálie | 3 | 1 | 2 | 0 | 5  | 4  | 1   | 5 |
| Česko  | 3 | 1 | 1 | 1 | 5  | 4  | 1   | 4 |
| Anglie | 3 | 1 | 1 | 1 | 3  | 2  | 1   | 4 |
| Řecko  | 3 | 0 | 2 | 1 | 1  | 4  | -3  | 2 |

| 14.7.2008 17:30 CET                                        |       |             |                                                               |
| Česko                                                      | 2 - 0 | Anglie      | Chance Arena, Jablonec nad Nisou rozhodčí: Aleksandar Stavrev |
| Necid 54' Necid 58' Heidenreich 43', 72' Brunclík 29', 82' |       | Obadeyi 88' | Chance Arena, Jablonec nad Nisou rozhodčí: Aleksandar Stavrev |

| 14.7.2008 19:30 CET                                                       |       |                                        |                                                           |
| Řecko                                                                     | 1 - 1 | Itálie                                 | Městský stadion, Mladá Boleslav rozhodčí: Dejan Filipovič |
| Pavlis 23' Galanis 24' Argyropoulos 45+1' Papadopoulos 47' Babaniotis 63' |       | Bruscagin 47' Gentili 47' Paloschi 90' | Městský stadion, Mladá Boleslav rozhodčí: Dejan Filipovič |

| 17.7.2008 18:00 CET |       |                            |                                                    |
| Česko               | 0 - 0 | Řecko                      | Stadion u Nisy, Liberec rozhodčí: Albert Toussaint |
| Lecjaks 32'         |       | Barboudis 5' Nini 61', 62' | Stadion u Nisy, Liberec rozhodčí: Albert Toussaint |

| 17.7.2008 20:00 CET |       |              |                                                          |
| Anglie              | 0 - 0 | Itálie       | Chance Arena, Jablonec nad Nisou rozhodčí: Olivier Thual |
| Gentili 32'         |       | Bertrand 67' | Chance Arena, Jablonec nad Nisou rozhodčí: Olivier Thual |

| 20.7.2008 18:00 CET             |       |       |                                                     |
| Anglie                          | 3 - 0 | Řecko | Stadion u Nisy, Liberec rozhodčí: Svein Oddvar Moen |
| Mee 48' Sears 68' Sturridge 85' |       |       | Stadion u Nisy, Liberec rozhodčí: Svein Oddvar Moen |

| 20.7.2008 18:00 CET                                                                  |       |                                               |                                                          |
| Itálie                                                                               | 4 - 3 | Česko                                         | Městský stadion, Mladá Boleslav rozhodčí: William Collum |
| Mazzarani 20' Poli 22' 52' Bonaventura 56' Paloschi 72' (pen) Mazzarani 75' Poli 79' |       | Morávek 20' Necid 23' Morávek 59' Morávek 86' | Městský stadion, Mladá Boleslav rozhodčí: William Collum |

## Vyřazovací fáze
|  | Semifinále | Semifinále | Semifinále |  |  | Finále | Finále  | Finále |
|  |            |            |            |  |  |        |         |        |
|  |            | Itálie     | 1          |  |  |        |         |        |
|  |            | Maďarsko   | 0          |  |  |        |         |        |
|  |            |            |            |  |  |        | Itálie  | 1      |
|  |            |            |            |  |  |        | Německo | 3      |
|  |            | Česko      | 1          |  |  |        |         |        |
|  |            | Německo    | 2 (pp)     |  |  |        |         |        |

### Semifinále
| 23.7.2008 17:30 CET                           |       |                          |                                                        |
| Itálie                                        | 1 - 0 | Maďarsko                 | Stadion města Plzně, Plzeň rozhodčí: Svein Oddvar Moen |
| Albertazzi 15' Darmian 29' Forestieri 65' 88' |       | Korcsmár 47' Szabó 90+3' | Stadion města Plzně, Plzeň rozhodčí: Svein Oddvar Moen |

| 23.7.2008 20:15 CET              |            |                                                                              |                                                         |
| Česko                            | 1 - 2 (pp) | Německo                                                                      | Městský stadion, Mladá Boleslav rozhodčí: Olivier Thual |
| Necid 24' Vošahlík 43' Hable 85' |            | Risse 17' Bender 76' Gebhart 101' Kopplin 109' Sukuta-Pasu 119' Nsereko 120' | Městský stadion, Mladá Boleslav rozhodčí: Olivier Thual |

### Finále
| 26.7.2008 19:00 CET                                                             |       |                                                                         |                                                           |
| Itálie                                                                          | 1 - 3 | Německo                                                                 | Chance Arena, Jablonec nad Nisou rozhodčí: William Collum |
| Gentili 11' Bonaventura 47' Gentili 70' Garibaldi 78' Fiorillo 79' Tagliani 82' |       | Bender 24' Jungwirth 34', 38' Sukuta-Pasu 61' Gebhart 80' Kopplin 90+1' | Chance Arena, Jablonec nad Nisou rozhodčí: William Collum |

## Střelci gólů
4 góly
- Tomáš Necid

3 góly
- Richard Sukuta-Pasu

2 góly
- Jan Morávek
- Alberto Paloschi
- Andrea Poli
- Emilio Nsue
- Marcel Risse
- Lars Bender

1 gól
- Ömer Toprak
- Dennis Diekmeier
- Savio Nsereko
- Stefan Reinartz
- Timo Gebhart
- Olivér Nagy
- Krisztián Németh
- András Simon
- Michalis Pavlis
- Jordi Alba
- Aarón Ñíguez
- Fran Mérida
- Benjamin Mee
- Frederick Sears
- Daniel Sturridge
- Giacomo Bonaventura
- Fernando Martin Forestieri
- Silvano Raggio Garibaldi